# Acrosemia tigrata
Acrosemia tigrata är en fjärilsart som beskrevs av William Schaus 1901. Acrosemia tigrata ingår i släktet Acrosemia och familjen mätare. Inga underarter finns listade i Catalogue of Life.